# Famiglia reale tongana
La famiglia reale tongana è la famiglia del re Tupou VI di Tonga, nella quale rientrano i suoi discendenti e parenti diretti. Appartiene al casato di Tupou, salito al trono ufficialmente nel 1875.

## Titoli e trattamenti
I titoli e i trattamenti che spettano ai membri della famiglia reale tongana sono i seguenti:
- Re di Tonga o Regina di Tonga al monarca, con il trattamento di Sua Maestà;
- Regina consorte di Tonga o Principe consorte di Tonga alla moglie o al marito del monarca, con il trattamento di Sua Maestà o di Sua Altezza Reale;
- Principe della Corona di Tonga o Principessa della Corona di Tonga all'erede al trono, con il trattamento di Sua Altezza Reale;
- Principe di Tonga o Principessa di Tonga ai figli o alle figlie del monarca e ai suoi altri parenti, con il trattamento di Sua Altezza Reale;
- Regina madre di Tonga alla madre del monarca, con il trattamento di Sua Altezza Reale.

## Membri attuali

### Famiglia reale

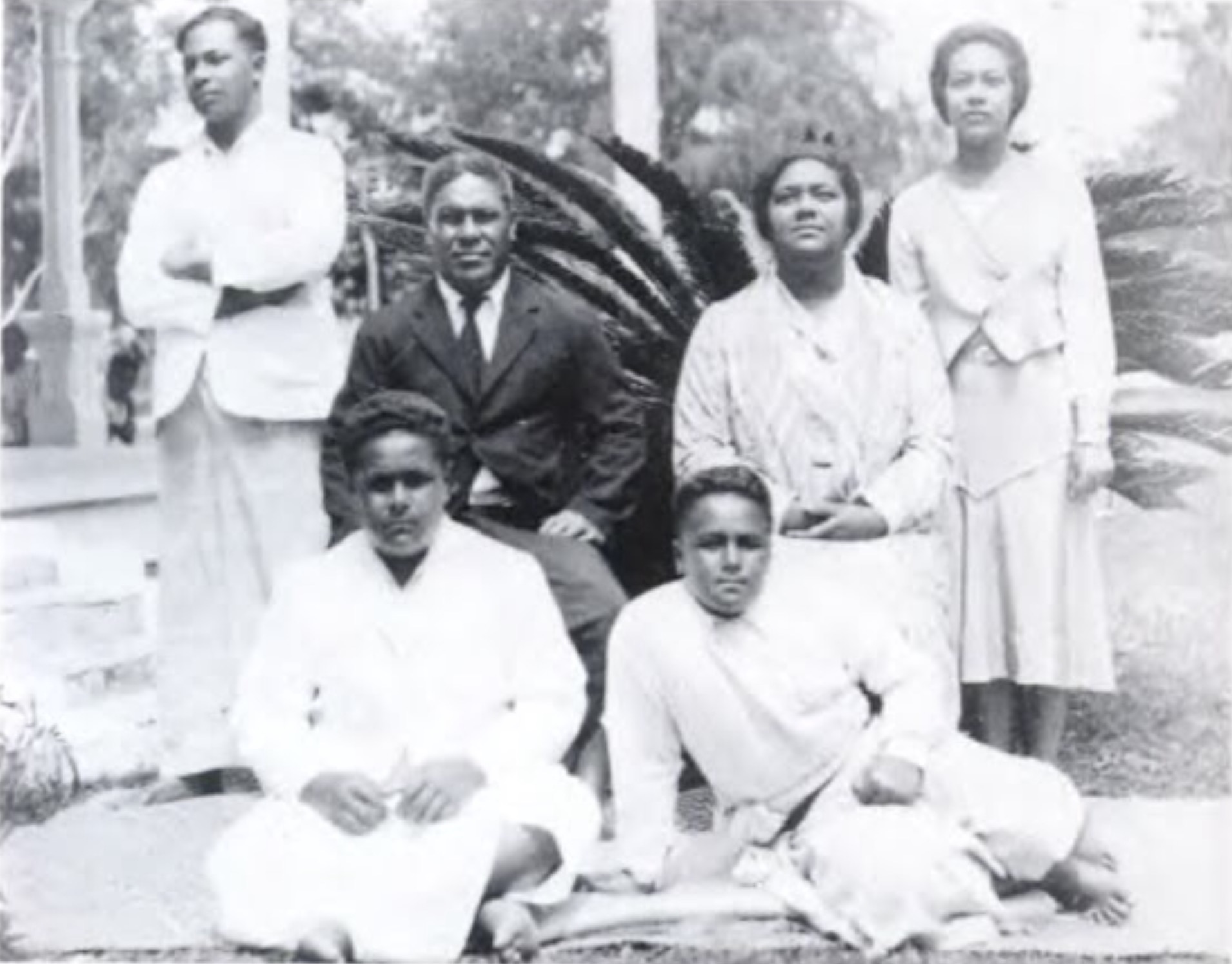
La famiglia della regina Salote Tupou III fotografata nel 1930

Attualmente i membri della famiglia reale tongana sono:
- S.M. Re Tupou VI (12 luglio 1959), re di Tonga;
- S.M. Regina Nanasipau'u Tuku'aho (8 marzo 1954), regina consorte di Tonga (moglie del re);
  - S.A.R. Principessa Angelika Lātūfuipeka Tupou (17 novembre 1983), Principessa di Tonga (figlia del re e della regina consorte):
  - S.A.R. Principe della Corona di Tonga Siaosi Manumataongo Tupou (17 settembre 1985), Principe ereditario di Tonga (figlio del re e della regina consorte);
  - S.A.R. Principessa della Corona di Tonga Sinaitakala Fakafānua (20 marzo 1987), Principessa ereditaria di Tonga (moglie del principe ereditario);
    - S.A.R. Principe Taufa'ahau Manumataongo Tupou (10 marzo 2013), Principe di Tonga (figlio del principe ereditario e della principessa ereditaria);
    - S.A.R. Principessa Halaevalu Mata'aho Tupou (12 luglio 2014), Principessa di Tonga (figlia del principe ereditario e della principessa ereditaria);
    - S.A.R. Principessa Nanasipau'u Tupou (20 marzo 2018), Principessa di Tonga (figlia del principe ereditario e della principessa ereditaria);
    - S.A.R. Principessa Sālote Mafile'o Pilolevu (25 febbraio 2021), Principessa di Tonga (figlia del principe ereditario e della principessa ereditaria);

  - S.A.R. Principe Viliami Tuku'aho Tupou (27 aprile 1988), Principe di Tonga (figlio del re e della regina consorte).

### Famiglia del re
I membri che compongono la famiglia del re sono:
- S.A.R. Principessa Sālote Mafile'o Pilolevu (14 novembre 1951), Principessa Reale di Tonga (sorella maggiore del re);
- S.A.R. Principe Siosa'ia Ma'ulupekotofa Tuita (21 marzo 1951), Principe di Tonga e Lord Tuita (cognato del re, marito della principessa Salote).

## Membri defunti
I membri defunti in tempi recenti della famiglia reale tongana sono:
- S.M. Re George Tupou II, Re di Tonga (1874-1918), bisnonno paterno del re;
- S.M. Regina Lavinia Veiongo, Regina consorte di Tonga (1879-1902), bisnonna paterna del re, prima moglie di George II;
- S.M. Regina Salote Tupou III, Regina di Tonga (1900-1965), nonna paterna del re e figlia di George II;
- S.A.R. Principe Viliami Tungī Mailefihi, Principe consorte di Tonga (1888-1941), nonno paterno del re e marito di Salote III;
- S.M. Re Taufa'ahau Tupou IV, Re di Tonga (1918-2006), padre del re e figlio di Salote III;
- S.M. Regina Halaevalu Mata'Aho 'Ahome'e, Regina madre di Tonga (1926-2017), madre del re e moglie di George IV;
- S.M. Re George Tupou V, Re di Tonga (1948-2012), fratello maggiore del re e figlio di George IV;
- S.A.R. Principe Fatafehi 'Alaivahamama'o Tuku'aho, Principe di Tonga (1954-2004), fratello maggiore del re e figlio di George IV;
- S.A.R. Principe Uiliami Tukuʻaho, Principe di Tonga (1919-1936), zio paterno del re e figlio di Salote III;
- S.A.R. Sione Ngū Manumataongo Tupou, Principe di Tonga (1922-1999), zio paterno del re e figlio di Salote III.